# Kuru (Schiff, 1941)
HMAS Kuru war ein hölzernes Patrouillenboot und Versorger der Royal Australian Navy.

## Geschichte
Das Boot wurde 1938 in Sydney gebaut und für Zoll- und Polizeiaufgaben in den Dienst der Verwaltung des Northern Territory gestellt. Als sich auch für Australien der Zweite Weltkrieg als Bedrohung abzeichnete, wurde die Kuru 1941 für die Royal Australian Navy requiriert und als Versorger des U-Boot-Depotschiffes HMAS Platypus eingesetzt.
Ab dem 31. Mai 1942 wurde die Kuru unter dem Kommando von Lieutenant Joe Joel von der Royal Australian Naval Volunteer Reserve (RANVR) für Versorgungsfahrten (Operation „Hamburger“) von Darwin nach Betano in Portugiesisch-Timor eingesetzt. Seit Februar kämpften in der Schlacht um Timor australische Soldaten in der von Japan besetzten Kolonie des neutralen Portugal, um eine japanische Invasion des australischen Festlands zu verhindern. Die australische Sparrow Force wurde auf diese Weise mit Personal und Ausrüstung versorgt. Auf Grund der Luftüberlegenheit der Japanischen Luftwaffe war für die Australier eine Luftversorgung nicht möglich. Innerhalb von sechs Monaten machte die Kuru acht Fahrten im sogenannten „Timor Ferry Service“. Um Entdeckung zu vermeiden, wurde das Boot nur nachts an der Küste Timors be- und entladen.
Am 13. Juni 1942 nahm die Kuru einen abgeschossenen Piloten am Daly River auf, am 15. Juni einen weiteren in Bynoe Harbour.
Am 29. Juni fuhr die Kuru wieder nach Portugiesisch-Timor, diesmal nach Beco. Am 3. Juli kehrte sie nach Darwin zurück, am 6. Juli wieder aus Suai. Am 10. Juli erreichte sie wieder Darwin mit etwa zehn Soldaten, die von Timor evakuiert worden waren. Am 15. Juli lief die Kuru erneut aus, brachte drei Heeressoldaten der 'Z' Special Unit (Operation „Lizard I“) und fünf Tonnen Ausrüstung nach Suai und am 19. Juli zehn Evakuierte nach Darwin zurück, darunter der australische Diplomat David Ross und der niederländische Konsul in Dili Brauer mit seiner Familie. Die nächste Fahrt begann am 31. August und ging mit vier Soldaten der 'Z' Special Unit und einer Tonne Güter nach Beco, dann weiter nach Betano, wo vier Soldaten und fünf Tonnen Material (Operation „Lizard II“) entladen wurden, bevor die Kuru am 4. September mit einem portugiesischen Beamten und seiner Familie und Soldaten nach Darwin zurückkehrte. Am 8. Oktober fuhr das Boot nach Aliambata (Suco Babulo), weiter im Osten von Timor, mit Heeressoldaten und Versorgungsgütern an Bord. Auch nach dieser Fahrt kehrte die Kuru mit Evakuierten wohlbehalten nach Darwin zurück.
Am 18. November verließ die Kuru Darwin unter dem neuen Kommandanten Lieutenant J. A. Grant der Royal Australian Naval Reserve (Seagoing) (RANR(S)). In Betano wurde Material ausgeladen, dann wurde eine Aufklärungsfahrt an den Fluss Quelun durchgeführt, bevor es über Kicras zurück nach Darwin ging, wo die Kuru am 22. November ankam. Am 29. November fuhr sie wieder nach Betano, wo sie 80 vor allem portugiesische Männer, Frauen und Kinder aufnahm und sie am 1. Dezember der Korvette HMAS Castlemaine übergab. Dann kehrte die Kuru mit der HMAS Armidale nach Betano zurück, um niederländische Truppen abzusetzen. Beide gerieten getrennt voneinander unter feindlichen Beschuss. Über sieben Stunden lang attackierten 44 Flugzeuge die Kuru und warfen über 200 Bomben ab. Das Sturmboot, das von der Kuru in Schlepp genommen worden war, erhielt einen Treffer und ging unter. Schrapnelle durchdrangen die Bordwand der Kuru. Ein Offizier und zwei Matrosen wurden verwundet und die Maschine beschädigt. Bei Einbruch der Dämmerung war die Munition der Kuru fast aufgebraucht. Trotzdem erreichte sie Darwin am 3. Dezember. Die Armidale wurde versenkt.
Am 27. Januar 1943 fuhr die Kuru zu den Wessel-Inseln und nahm dort Überlebende der versenkten HMAS Patricia Cam auf. Danach blieb die Kuru in den Gewässern um Darwin und arbeitete als Netzleger. Am 22. Oktober versank sie bei einem schweren Sturm an einem Schwimmdock. Sie wurde zwar am Tag darauf wieder gehoben, war aber zu stark beschädigt, um wieder in Dienst genommen zu werden.
1945 wurde das Boot durch einen weiteren Sturm wieder an die Küste geworfen. Ein Einsiedler nutzte es daraufhin als sein Heim.

## Technische Beschreibung
Die 23 Meter lange Kuru konnte sechs Tonnen Fracht aufnehmen. Sie hatte nur 2,6 Meter Tiefgang, was ihr einen Einsatz in küstennahen Gewässern ermöglichte. Mit ihrem Dieselmotor erreichte sie eine Geschwindigkeit von 13 Knoten. Ihre Bewaffnung erhielt sie erst bei ihrer Übernahme in die Royal Australian Navy. Die zwei 20-mm-Oerlikon-Kanonen waren im Zweiten Weltkrieg häufig genutzte Flugabwehrkanonen. Dazu kamen ein Vickers-Maschinengewehr und ein Lewis-Maschinengewehr.